# Костёл Непорочного Зачатия Пресвятой Девы Марии (Алседжяй)
В 1421–1842 гг. Алседжяй принадлежал жямайтийским епископам, с 1465 г. стал местом их постоянной резиденции. Первый костел построен в XIV в. Однако он, как и храм, возведенный в XVII в., до наших дней не сохранился.
Современный костел Непорочного Зачатия Пресвятой Девы Марии датируется 1793 г., одновременно на месте старого храма построили часовню.

## Архитектура
Костел базиликального типа, его деревянное здание имеет характерную для Жямайтии пирамидальную форму. Кровля центрального нефа массивная, двускатная, над апсидой – трехскатная. Над фронтоном – башенка из двух закругленных, обшитых жестью элементов с крестом. Центральный алтарь и два боковых в апсиде – деревянные, барочные по форме, с витыми колоннами. Культурную ценность представляют резные изделия и семь алтарей, украшенных мольбертной живописью.
В конце XVIII в. возле костела построили деревянную колокольню. В середине XIX в. возвели часовню прямоугольного плана с трехстенной апсидой, ориентированной на восток. Вход располагается не на переднем, как принято, а на северном фасаде. Размер, план и объём молельни типичны для жямайтийских часовен, однако её архитектурные формы и декор отличаются особой скромностью.